# Oh (chanson)
Singles de Ciara
1, 2 Step
(2004) Lose Control
(2005)
Oh est une chanson enregistrée par Ciara extraite de son premier album studio, intitulé Goodies (2004). Le single est sorti en tant que troisième single de l'album le 2 mars 2005.
En face A : Oh feat. Ludacris, et en face B : Oh (Remix) feat. M. Pokora.

## Classement et certifications

### Classement hebdomadaire
| Classement (2005)                      | Meilleure position |
| -------------------------------------- | ------------------ |
| Allemagne (Media Control AG)           | 7                  |
| Australie (ARIA)                       | 7                  |
| Autriche (Ö3 Austria Top 40)           | 44                 |
| Belgique (Flandre Ultratop 50 Singles) | 38                 |
| États-Unis (Hot 100)                   | 2                  |
| États-Unis (R&B/Hip-Hop Songs)         | 2                  |
| États-Unis (Pop Airplay)               | 6                  |
| Europe (Hot 100)                       | 12                 |
| Finlande (Suomen virallinen lista)     | 17                 |
| France (SNEP)                          | 48                 |
| Irlande (IRMA)                         | 7                  |
| Nouvelle-Zélande (RMNZ)                | 5                  |
| Pays-Bas (Single Top 100)              | 44                 |
| Royaume-Uni (UK Singles Chart)         | 4                  |
| Suisse (Schweizer Hitparade)           | 11                 |

### Certifications
| Pays              | Certification |
| ----------------- | ------------- |
| Australie (ARIA)  | Or            |
| États-Unis (RIAA) | Platine       |